# Seznam dílů seriálu Chance
Toto je seznam dílů seriálu Chance. Americký dramatický televizní seriál Chance byl zveřejněn na Hulu. První řada byla zveřejněna 19. října 2016 a druhá 11. října 2017.

## Přehled řad
| Řada | Díly | Premiéra na Hulu | Premiéra na Hulu   |
| Řada | Díly | První díl        | Poslední díl       |
| ---- | ---- | ---------------- | ------------------ |
| 1    | 10   | 19. října 2016   | 14. prosince 2016  |
| 2    | 10   | 11. října 2017   | 29. listopadu 2017 |

## Seznam dílů

### První řada (2016)
| Č. v seriálu | Č. v řadě | Původní název                      | Režie            | Scénář                          | Premiéra na Hulu   |
| ------------ | --------- | ---------------------------------- | ---------------- | ------------------------------- | ------------------ |
| 1            | 1         | The Summer of Love                 | Lenny Abrahamson | Alexandra Cunningham a Kem Nunn | 19. října 2016     |
| 2            | 2         | The Axiom of Choice                | Lenny Abrahamson | Alexandra Cunningham            | 19. října 2016     |
| 3            | 3         | Hiring It Done                     | Michael Lehmann  | Kem Nunn                        | 26. října 2016     |
| 4            | 4         | The Mad Doctor                     | Carl Franklin    | Peter Elkoff                    | 2. listopadu 2016  |
| 5            | 5         | A Still Point in the Turning World | Roxann Dawson    | Victoria Morrow                 | 9. listopadu 2016  |
| 6            | 6         | The Unflinching Spark              | Daniel Attias    | Sara Gran                       | 16. listopadu 2016 |
| 7            | 7         | Unlocking Your Hidden Powers       | Michael Lehmann  | Alexandra Cunningham a Kem Nunn | 23. listopadu 2016 |
| 8            | 8         | The House of Space and Time        | Andrew Bernstein | Peter Elkoff a Victoria Morrow  | 30. listopadu 2016 |
| 9            | 9         | Camera Obscura                     | Dan Attias       | Sara Gran a Pete Begler         | 7. prosince 2016   |
| 10           | 10        | Fluid Management                   | Michael Lehmann  | Alexandra Cunningham a Kem Nunn | 14. prosince 2016  |

### Druhá řada (2017)
| Č. v seriálu | Č. v řadě | Původní název                              | Režie            | Scénář                            | Premiéra na Hulu   |
| ------------ | --------- | ------------------------------------------ | ---------------- | --------------------------------- | ------------------ |
| 11           | 1         | Multitiaxal System                         | Jonas Pate       | Alexandra Cunningham a Kem Nunn   | 11. října 2017     |
| 12           | 2         | A Very Special Onion                       | Roxann Dawson    | Peter Elkoff                      | 11. října 2017     |
| 13           | 3         | The Flitcraft Parable                      | Carl Franklin    | Alyson Evans a Steve Kornacki     | 11. října 2017     |
| 14           | 4         | The Coping Mechanism                       | Nelson McCormick | Dave Flebotte                     | 18. října 2017     |
| 15           | 5         | The Collected Works of William Shakespeare | Jonas Pate       | Andrew Gettens a Lauren Mackenzie | 25. října 2017     |
| 16           | 6         | Treasures in Jars of Clay                  | Daniel Attias    | Ryan Parrott                      | 1. listopadu 2017  |
| 17           | 7         | Define Normal                              | Nelson McCormick | Peter Elkoff                      | 8. listopadu 2017  |
| 18           | 8         | An Infant, A Brute or a Wild Beast         | Andrew Bernstein | Steve Kornacki a Alyson Evans     | 15. listopadu 2017 |
| 19           | 9         | A Madness of Two                           | Jonas Pate       | Kem Nunn                          | 22. listopadu 2017 |
| 20           | 10        | Especially If You Run Away                 | Nelson McCormick | Alexandra Cunningham a Kem Nunn   | 29. listopadu 2017 |